# Pagani Automobili
Die Pagani Automobili S.p.A. ist ein italienischer Kleinserienhersteller von Sportwagen mit Sitz in San Cesario sul Panaro nahe Modena.

## Geschichte
Pagani wurde 1992 von dem Argentinier Horacio Pagani gegründet, der zuvor bei Lamborghini als Spezialist für die Verarbeitung von Kohlenstofffaserverstärktem Kunststoff („Carbon“) und auch bei Ferrari gearbeitet hatte. 1994 entstand eine Motoren-Partnerschaft mit Mercedes-Benz, jeder Pagani sollte einen AMG-V12-Motor erhalten.
Das erste 1999 vorgestellte Modell des Herstellers trägt den Namen Pagani Zonda C12, mit dessen Rennversion Zonda R 2008 unter anderem für das Monocoque ein Carbon-Titan-Verbundmaterial eingeführt wurde. Nachfolgemodell des Zonda ist der Pagani Huayra. Auf Basis des Huayra präsentierte Pagani Anfang 2020 den auf fünf Exemplare limitierten Pagani Imola. 2022 wurde mit dem Pagani Utopia eine neue Baureihe als Nachfolger des Huayra vorgestellt. Der Grundpreis des Utopia beträgt etwa 2,1 Millionen Euro, der Preis der ebenfalls 2022 vorgestellten Langheck-Variante des Huayra (Codalunga, fünf Exemplare) begann bei sieben Millionen Euro.
Für das Jahr 2025 ist ein rein elektrisches Modell geplant.
Das Unternehmen plante 2011 mit 40 Fahrzeugen pro Jahr. 2015 rechnete man mit 50 Fahrzeugen pro Jahr und der Firmenchef äußerte, dass das Unternehmen Gewinn erwirtschafte. Im August 2021 übernahm der saudi-arabische Public Investment Fund 30 % der Anteile des Unternehmens.

## Fahrzeug-Galerie

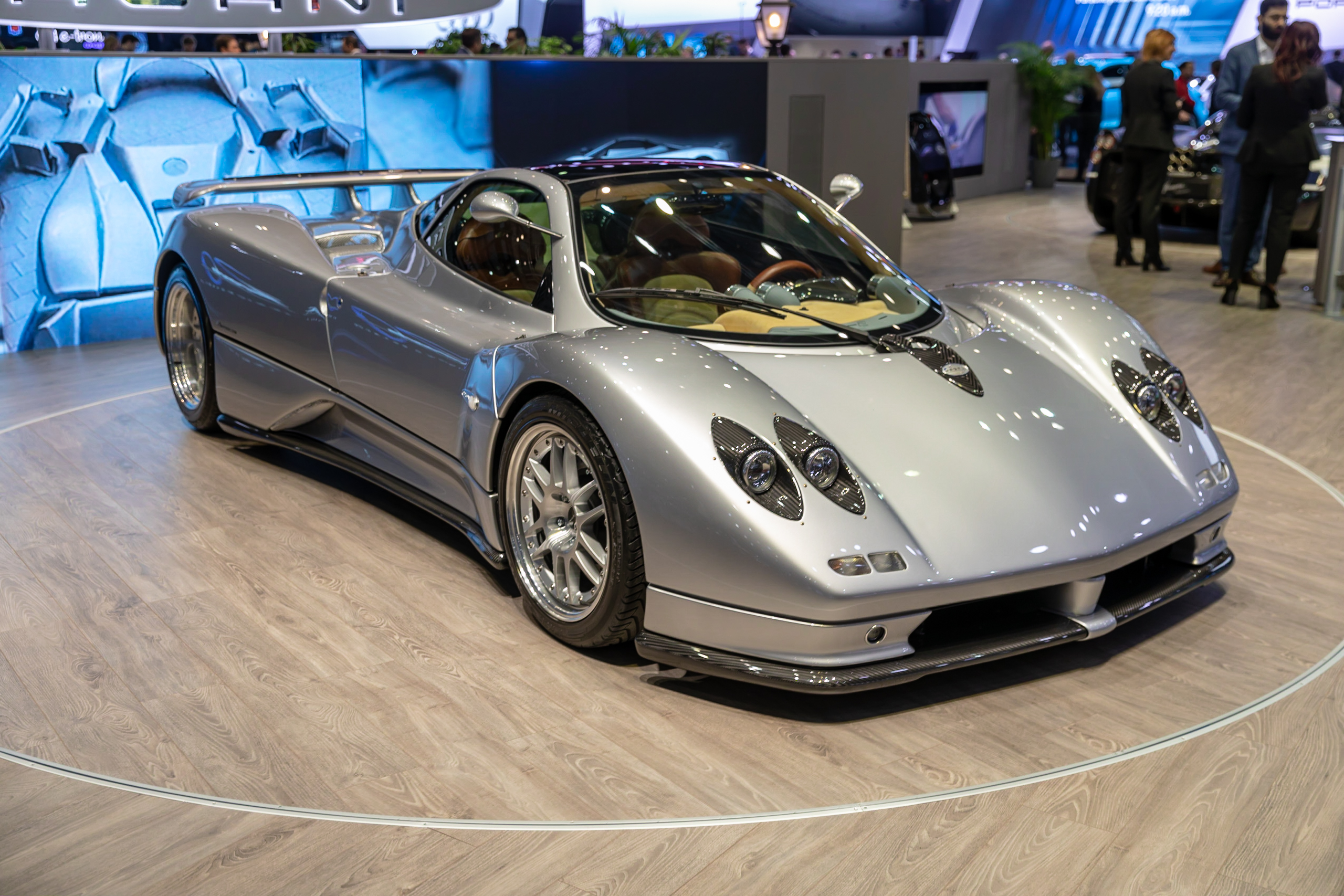
Zonda C12 S, 1999–2017
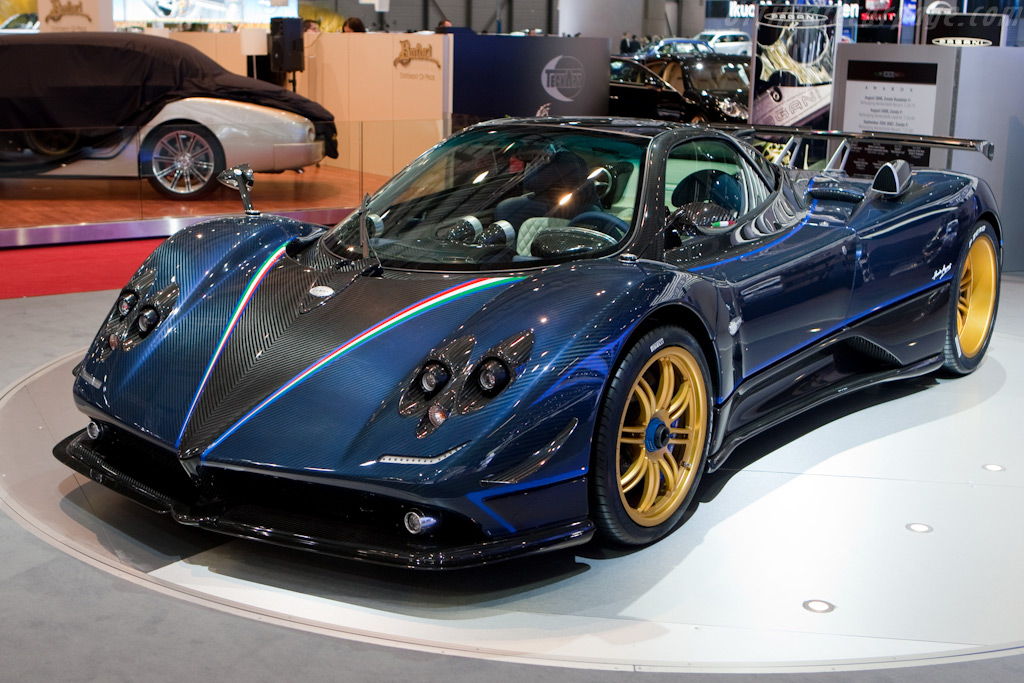
Zonda Tricolore, 2010
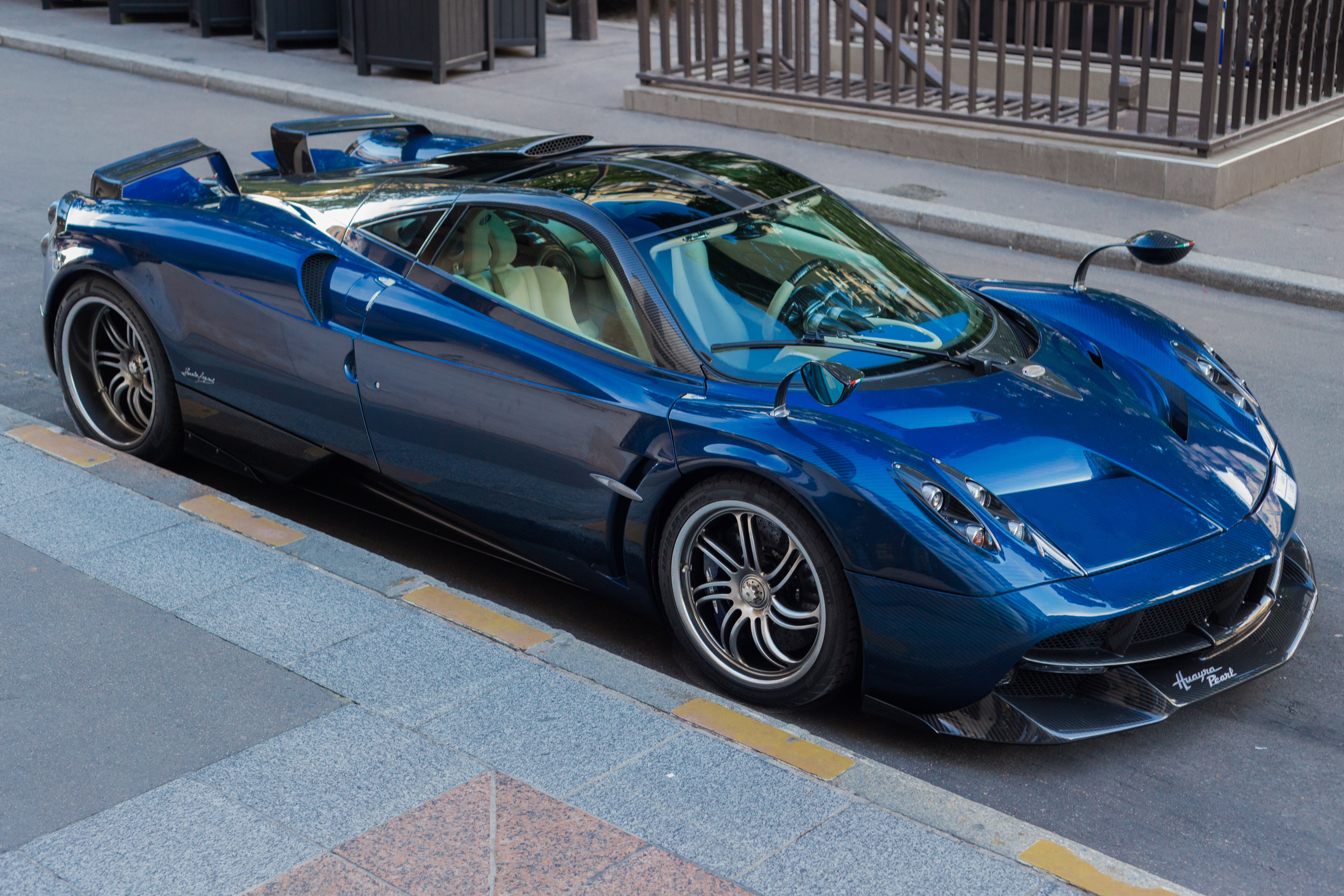
Huayra, seit 2012
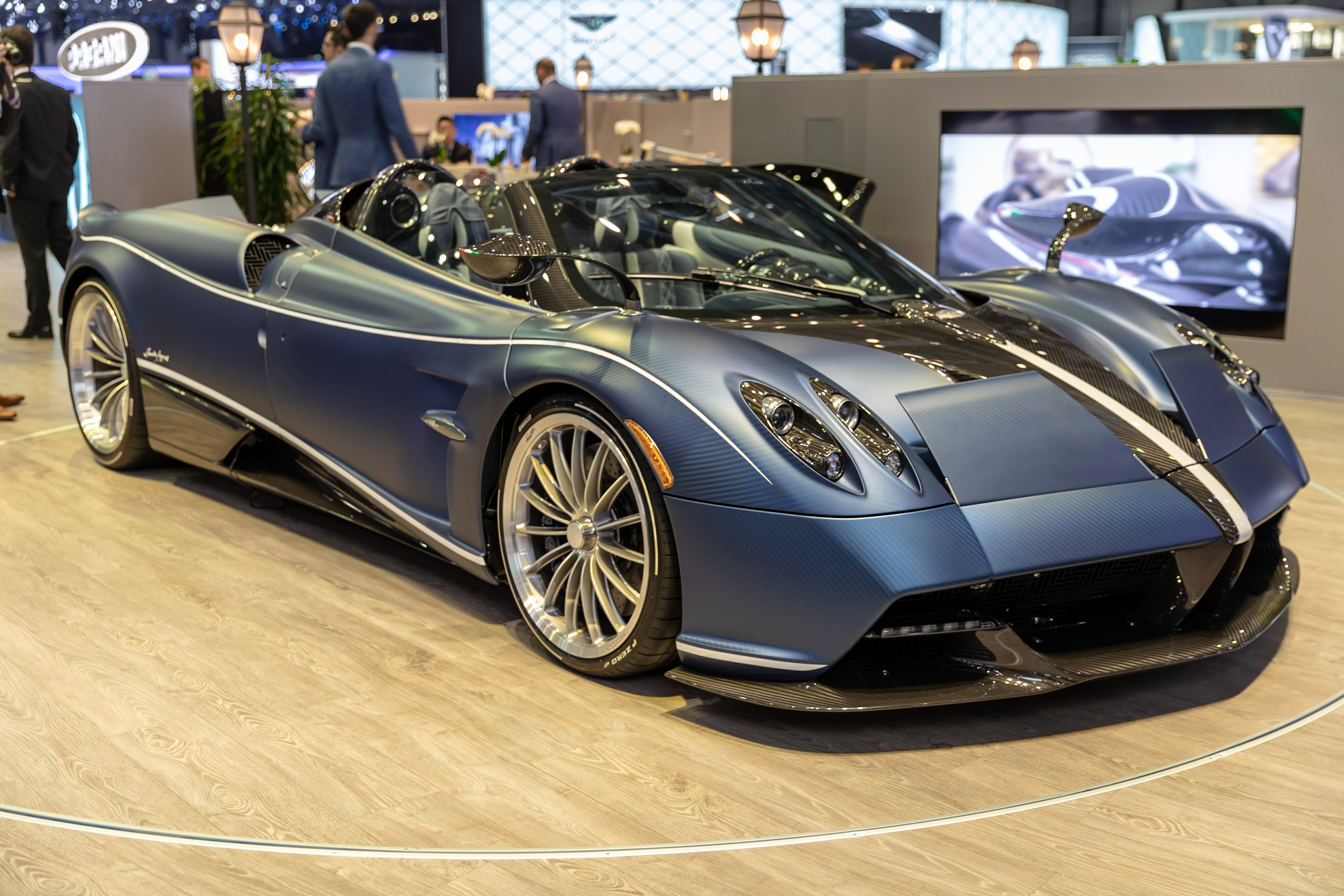
Huayra Roadster, 2017–2019
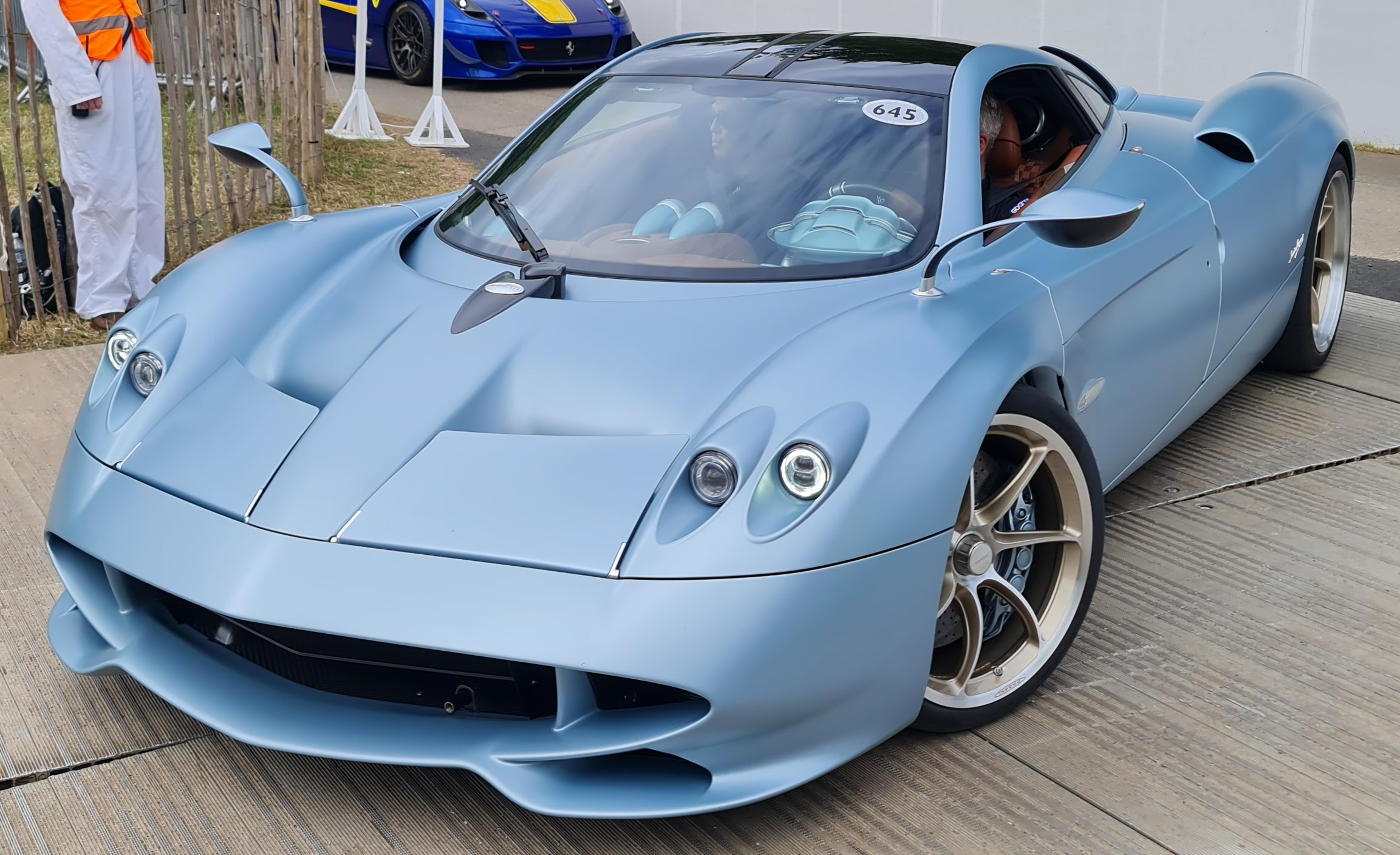
Huayra Codalunga, 2022
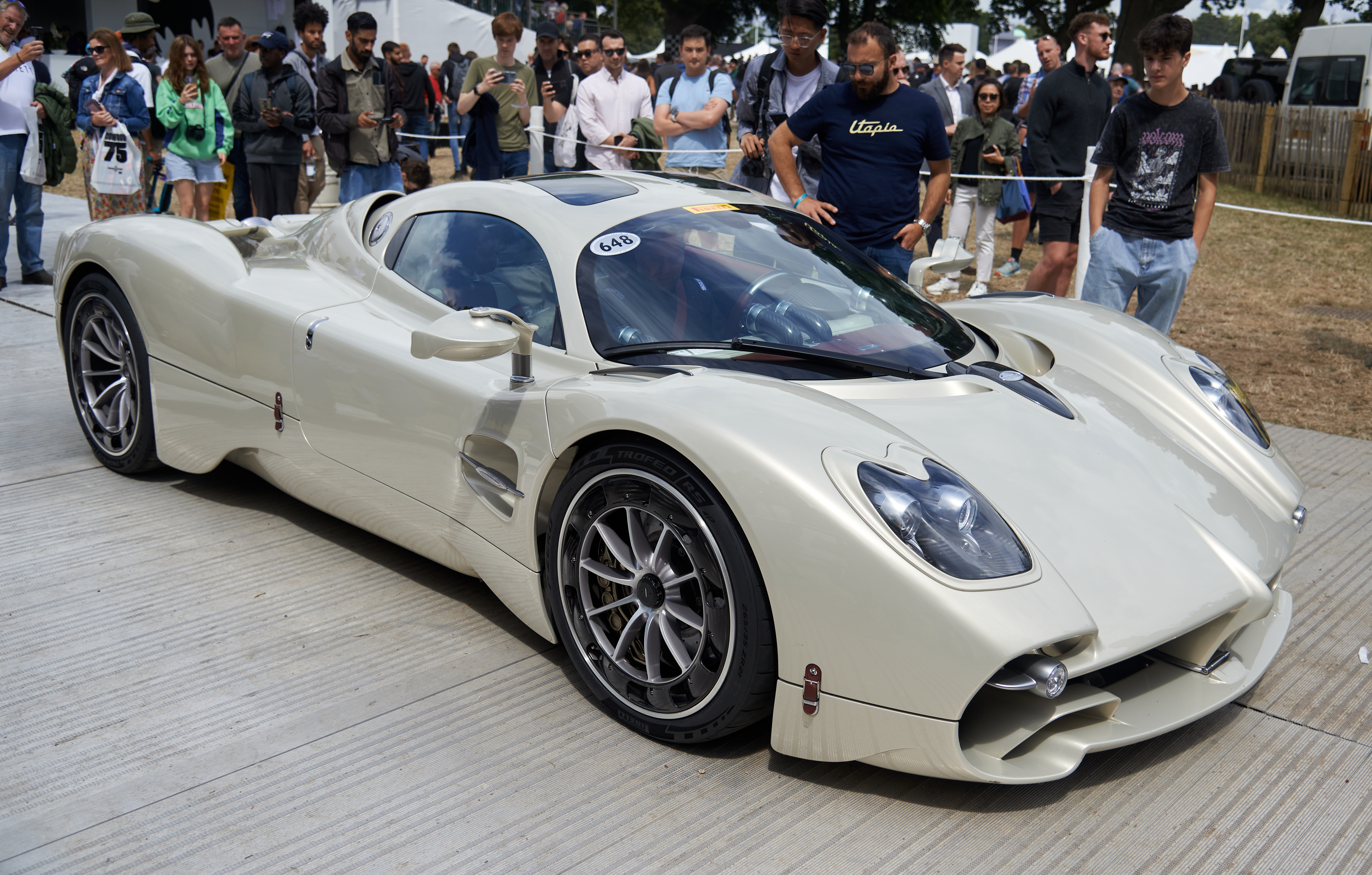
Utopia, seit 2022
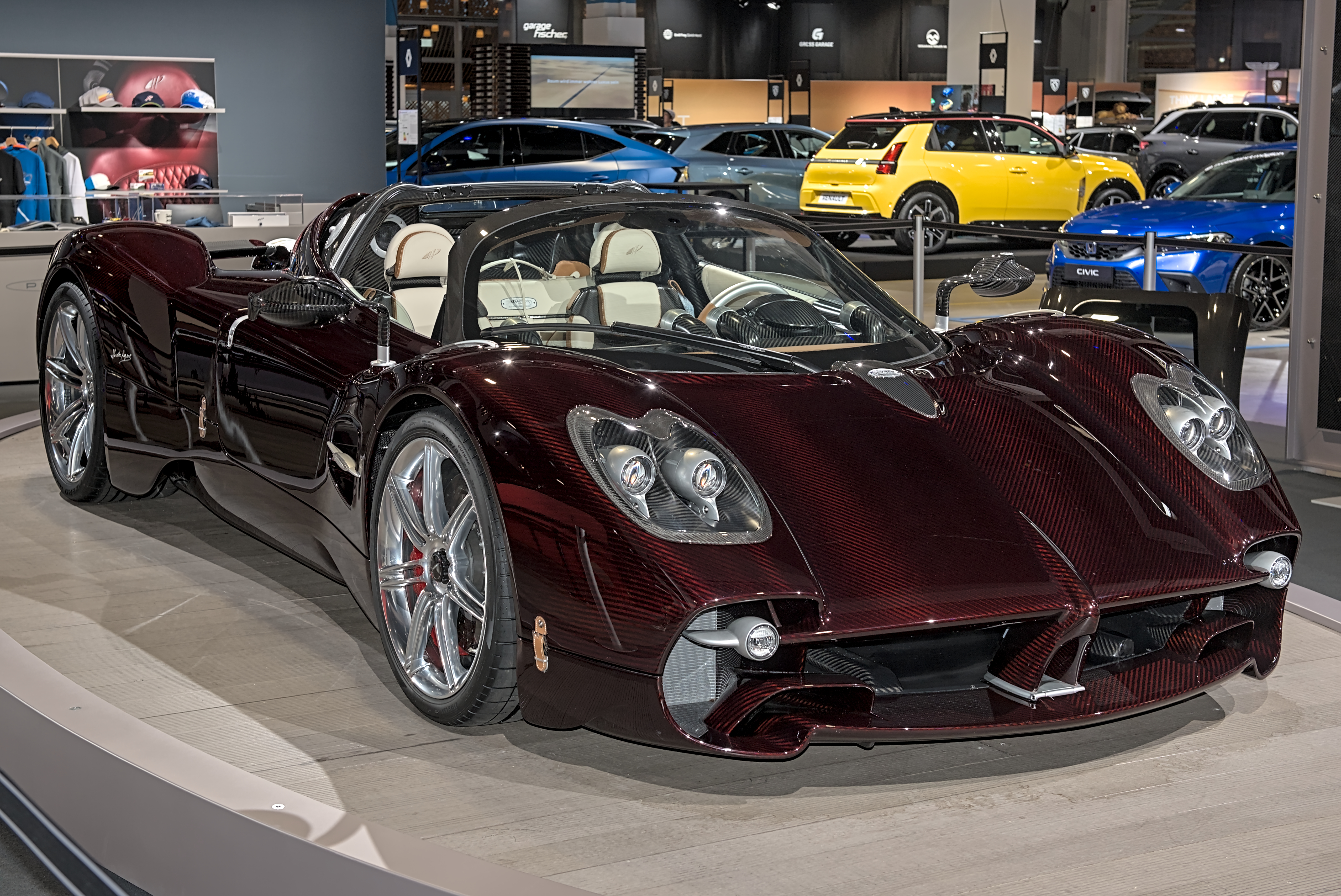
Utopia Roadster, seit 2024